# دفترچه آتا

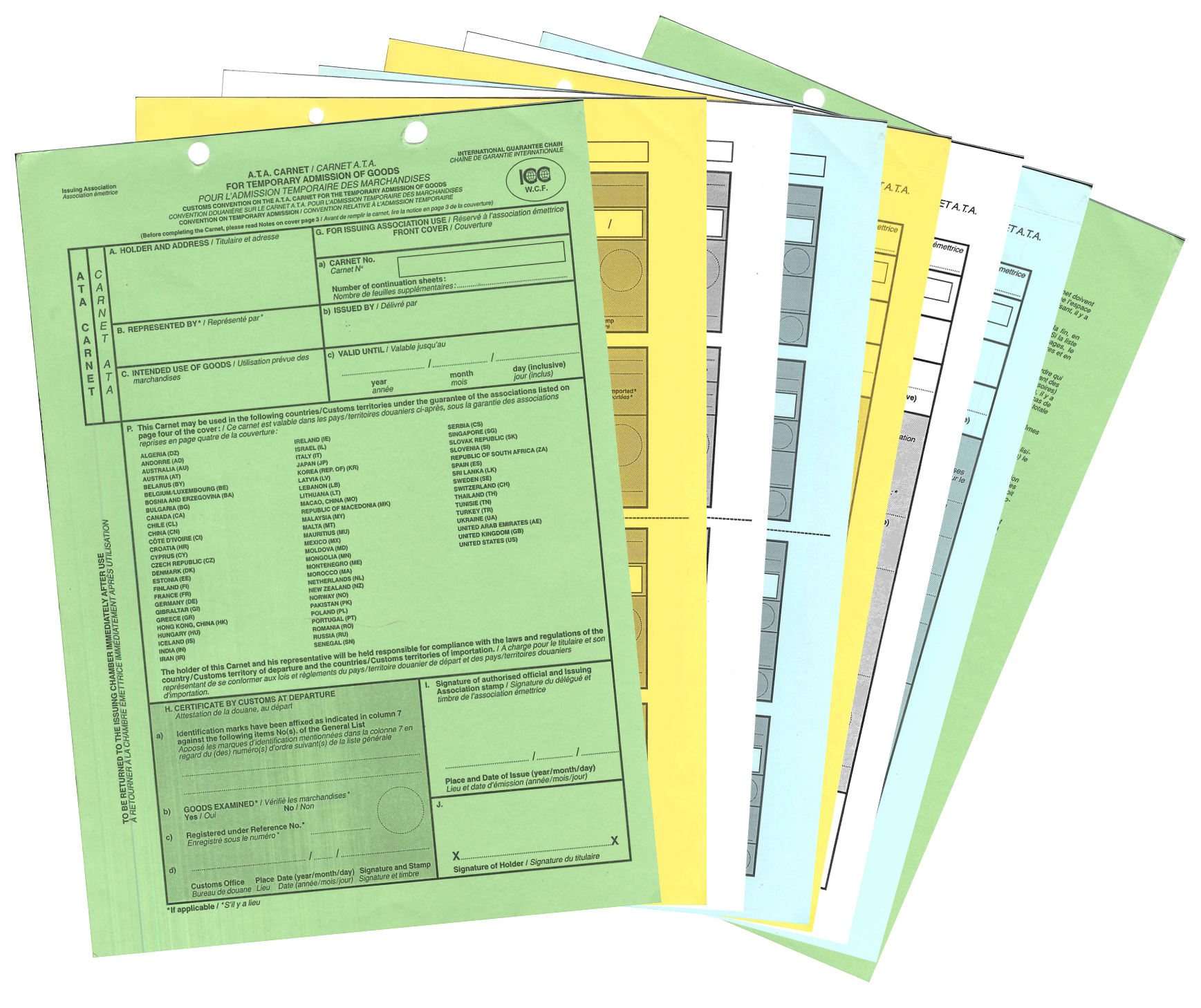
دفترچه آتا کارنت

دفترچه آتا یا آ. ت. آ (به انگلیسی: Admission Temporaire/Temporary Admission) یا ATA Carnet، که اغلب با عنوان "گذرنامه برای کالاها" خوانده می‌شود، یک سند گمرکی بین‌المللی است که صادرات و واردات کالاهای فاسدشدنی و زودمصرف را موقتاً بدون عوارض و حقوق گمرکی تا یک سال مجاز می‌کند.
در نظام کارنه «آ.ت. آ» (کنوانسیون آ.ت. آ و کنوانسیون استانبول) عوارض و حقوق گمرکی با ارائه کارنه تضمین و ازسوی گمرکات پذیرفته شده و واردکننده را از پرداخت وجوه نقدی یا هرگونه تضمین و سپرده دیگری معاف می‌کند. کارنه «آ.ت. آ» حمل‌ونقل کالاها را در ترانزیت گمرکی، در مسیر رفت یا برگشت از مبادی ورودی کشور، در هر نقطه از کشور مقصد، زیرپوشش قرار می‌دهد. همچنین در طول مدت اعتبار کارنه «آ.ت. آ» (به‌طور معمول یک سال) کالاها می‌توانند در قلمرو گمرکی چند کشور عضو، به‌طور موقت وارد شوند. افزایش شمار کشورهای عضو کنوانسیون ورود موقت خودبه‌خود مزیتی برای آن به‌شمار می‌رود.

کشورهای عضو نظام آ.ت. آ کارنه

در سال ۱۹۶۱ شورای همکاری‌های گمرکی بروکسل سندی را به کشورهای عضو تحت عنوان کارنه آ.ت. آ ابلاغ نمود که هدف آن ایجاد تسهیلات برای ورود موقت کالا بدون پرداخت حقوق گمرکی به اعتبار یک وثیقه بین‌المللی بود. در سال ۱۳۴۶ ایران به قرارداد مذکور پیوست. با این حال به علل گوناگون از جمله برخوردار نبودن از فعالیت یک مؤسسه بین‌المللی تضمین‌کننده دربارهٔ این‌گونه اقلام، کشور ایران را از مزیت‌های گسترده مترتب بر این شیوه محروم کرده‌است.

## مندرجات دفترچه آ.ت. آ[۱][۳]
نام مؤسسه صادرکننده، مدت اعتبار دفترچه و مشخصات دارنده آن در صفحه اول دفترچه ذکر گردیده‌است. طبق مندرجات این صفحه، دارنده دفترچه متعهد می‌شود که قوانین و مقررات کشور مبدأ و مقصد را رعایت نماید.
مندرجات داخل کادر این صفحه توسط گمرک مبدأ تکمیل و تأیید می‌گردد. بقیه صفحات دفترچه مشابه یکدیگر بوده و شامل دو نوع فرم می‌باشند.
فرم اول - فهرست کالای ورود موقت یا ترانزیتی و خروجی در این فرم ذکر می‌گردد. از فرم دوم بر حسب مورد به منظور ورود موقت و ترانزیت و خروج کالا استفاده می‌شود. این فرم از چندین قسمت تشکیل شده‌است:
- بند (الف): در این بند مشخصات دفترچه آ.ت. آ ذکر می‌گردد.
- بند (ب): در این بند مشخصات کلی کالا و در پشت آن فهرست کالا ذکر می‌گردد و مفاد این بند مانند مندرجات اظهارنامه ورود موقت و ترانزیتی یا خروجی کالا بر حسب مورد می‌باشد.
- بند (ج): مندرجات این بند توسط مأمورین گمرک کشور مبدأ یا مقصد بر حسب مورد، تکمیل و امضاء می‌گردد.
- بند (د): توضیحات اضافی توسط مأمورین گمرک نوشته می‌شود.
آخرین صفحه دفترچه در مورد Note on the Use of A.T.A (تذکراتی در مورد استفاده از دفترچه آ.ت. آ) می‌باشد که ترجمه آن عیناً در ۱۲ بند آورده شده‌است.
طبق ماده ۴ بخش سوم قرارداد گمرکی بین‌المللی A.T.A مؤسسات صادرکننده نمی‌توانند دفترچه آ.ت. آ را برای مدت اعتبار بیش از یک سال از تاریخ صدور دفترچه صادر نمایند. گمرک ایران، اتاق بازرگانی را به عنوان مؤسسه صادرکننده دفترچه آ.ت. آ پذیرفته‌است.

## نکات مهم در استفاده از دفترچه آ.ت. آ[۱][۳]
۱. کلیه کالاهای وارداتی بایستی در ستون‌های ۱ تا ۶ فهرست عمومی دفترچه درج شود و در صورتی‌که در پشت صفحه جلد به این منظور تخصیص داده شده کافی نباشد باید اوراق متمم مطابق نمونه رسمی به کار برده شود.
۲. به منظور بستن فهرست عمومی باید جمع ستون‌های ۳و ۵ در آخر فهرست با تمام حروف و رقم نوشته شود و اگر فهرست عمومی بر چند صفحه باشد شماره تسلسل صفحات مربوط بایستی با حروف و رقم در ذیل پشت جلد قید گردد. همین رویه در مورد فهرست‌های پروانه باید رعایت شود.
۳. هر یک از کالاها باید دارای شماره ترتیب باشد و در ستون یک درج گردد.
کالاهائی که دارای قسمت‌های مجزا (به انضمام قطعات یدکی و متفرعات) هستند ممکن است تحت یک شماره ردیف شوند. در این صورت نوع و ارزش هرکدام از قسمت‌ها و در صورت احتیاج وزن هریک از آنها باید در ستون ۲ معلوم گردد و تنها وزن کل و ارزش آنها باید در ستون‌های ۴و ۵ درج شود.
1. هنگام تنظیم فهرست‌های پروانه همان شماره‌های ردیف فهرست عمومی باید به کار برده شود.
2. برای سهولت رسیدگی گمرک توصیه می‌شود که روی هر کالا (به انضمام قمست‌های مجزا) شماره ردیف مربوطه به‌طور خوانا شود.
3. کالاهای از نوع واحد را می‌توان یک‌جا جمع کرد، مشروط به اینکه به هر یک از آنها یک شماره ردیف جداگانه تخصیص داده شود.

اگر اقلام جمع شده در یک جا دارای ارزش و وزن‌های متفاوت باشند باید ارزش آنها و در صورت احتیاج وزن آنها به ترتیب در ستون ۲ قید شود.
۷. دربارهٔ کالاهائی که برای نمایشگاه وارد می‌شود به نفع واردکننده توصیه می‌شود که نام و محل نمایشگاه و نام و نشانی تأسیس‌کننده آن را در قسمت ب ۱ (دوم) پروانه ورود تعیین نماید.
1. مندرجات دفترچه باید به نحو خوانا و پاک نشدنی باشد.
2. کلیه کالاهای موضوع دفترچه باید در کشور مبدأ بازدید و ثبت شود و برای این منظور باید کالاها با دفترچه به مقامات گمرکی ارائه شود مگر اینکه مقررات گمرکی آن کشور چنین بازدیدی را مقرر نداشته باشد.
3. هرگاه دفترچه به زبانی غیر از زبان کشور ورود تنظیم شده باشد در این صورت مقامات گمرکی می‌توانند ترجمه آن را بخواهند.
4. دفترچه‌هایی که مدت اعتبار آنها منقضی گردیده یا دیگر مورد استفاده دارنده دفترچه نیست باید از طرف او به مؤسسه صادرکننده دفترچه مسترد گردد.
5. هر عددی که رقمی نوشته می‌شود باید با رقم معمولی باشد.

(ATA Carnet) (برگ آتا، سند آتا، کارنه آتا) نوعی سند گمرکی است که مورد قبول کشورهایی است که معاهده مربوطه را امضا کرده‌اند و طبق آن بعضی از اقلام را که ماهیت موقتی دارند، می‌توان بدون پرداخت عوارض گمرکی به کشور وارد کرد. مثل نمونه‌هایی از اجناس که فروشنده با خود به کشوری حمل می‌کند و پس از پایان سفر با خود به کشورش برمی‌گرداند.
دفترچه آتا یک سند گمرکی بین‌المللی است که طبق شرایط کنوانسیون A.T.A و کنوانسیون استانبول صادر و شامل یک تضمین معتبر بین‌المللی است و می‌تواند به جای اسناد گمرکی ملی و به عنوان وثیقه ای برای حقوق و عوارض ورودی به منظور تأمین اجازه ورود موقت کالا و در موارد مقتضی ترانزیت کالا بکار رود. این سند می‌تواند برای نظارت بر صدور موقت و ورود مجدد کالا پذیرفته شود، لیکن در این مورد تضمین بین‌المللی اعمال نمی‌گردد.
دفترچه آتا حاوی یک تضمین معتبر در سطح بین‌المللی است که می‌تواند به جای اسناد گمرکی داخلی و به عنوان تضمین حقوق و عوارض ورودی برای ورود موقت کالا و همچنین در صورت لزوم ترانزیت این کالاها بکار برده می‌شود.
ورود موقت کالاهایی که به منظور تکمیل یا تعمیر وارد می‌شوند را نمی‌توان به اتکاء دفترچه آ.ت. آ پذیرفت.
موسسات صادر کننده نمی‌توانند دفترچه آ.ت. آ را برای مدت اعتبار بیش از یک سال (از تاریخ صدور دفترچه) صادر نمایند.
مهلت تعیین شده برای دوباره خروج کالاهایی که به اتکاء دفترچه آ.ت. آ وارد شده‌اند در هیچ مورد نباید از مدت اعتبار دفترچه تجاوز نماید.